# Faiz Al-Rushaidi
Faiz Issa Khadoom Al-Rushaidi (en árabe: فايز بن عيسى الرشيدي‎; Al-Rustaq, Al Batinah Sur, Omán; 19 de julio de 1988) es un futbolista omaní. Juega de guardameta y su equipo actual es el Sohar SC de la Liga Premier de Baréin. Es internacional absoluto por la selección de Omán desde 2011.

## Selección nacional
Debutó en la el 15 de julio de 2011 ante Siria.

### Participaciones en copas continentales
| Copa                               | Sede   | Resultado        |
| ---------------------------------- | ------ | ---------------- |
| Copa de Naciones del Golfo de 2010 | Yemen  | Fase de grupos   |
| Copa de Naciones del Golfo de 2013 | Baréin | Fase de grupos   |
| Copa de Naciones del Golfo de 2017 | Kuwait | Campeón          |
| Copa Asiática 2019                 | EAU    | Octavos de final |
| Copa de Naciones del Golfo de 2019 | Catar  | Fase de grupos   |
| Copa de Naciones del Golfo de 2023 | Irak   | En desarrollo    |

## Clubes
| Club             | País           | Año           |
| ---------------- | -------------- | ------------- |
| Al-Suwaiq        | Omán           | 2006-2014     |
| Saham SC         | Omán           | 2014-2015     |
| Al-Nasr          | Omán           | 2015-2017     |
| Al-Suwaiq        | Omán           | 2017-2018     |
| Al-Ain           | Arabia Saudita | 2018-2019     |
| Dhofar           | Omán           | 2019-2021     |
| Mes Rafsanjan FC | Irán           | 2021-2022     |
| Al-Suwaiq        | Omán           | 2022-2023     |
| Manama Club      | Baréin         | 2023-2024     |
| Sohar SC         | Omán           | 2024-presente |

## Palmarés

### Títulos nacionales
| Título                   | Club      | País | Año      |
| ------------------------ | --------- | ---- | -------- |
| Copa del Sultán Qabus    | Al-Suwaiq | Omán | 2008     |
| Liga Profesional de Omán | Al-Suwaiq | Omán | 2009-10  |
| Liga Profesional de Omán | Al-Suwaiq | Omán | 2010-11  |
| Copa del Sultán Qabus    | Al-Suwaiq | Omán | 2012     |
| Liga Profesional de Omán | Al-Suwaiq | Omán | 2012-*13 |
| Supercopa de Omán        | Al-Suwaiq | Omán | 2013     |
| Copa del Sultán Qabus    | Al-Suwaiq | Omán | 2016-17  |
| Liga Profesional de Omán | Al-Suwaiq | Omán | 2017-18  |
| Copa del Sultán Qabus    | Dhofar    | Omán | 2019-20  |
| Copa del Sultán Qabus    | Dhofar    | Omán | 2020-21  |

### Títulos internacionales
| Título                     | Equipo            | Sede   | Año  |
| -------------------------- | ----------------- | ------ | ---- |
| Copa de Naciones del Golfo | Selección de Omán | Kuwait | 2017 |